# Marie d'Évreux
Ne doit pas être confondue avec Marie de Navarre, appelée aussi Marie d'Évreux.
Marie d'Évreux (1303 - 31 octobre 1335) était l'aînée des enfants de Louis d'Évreux et de sa femme Marguerite d'Artois. Elle était membre de la maison Capet.

## Histoire
Elle était duchesse de Brabant par son mariage avec Jean III, duc de Brabant. Sa grand-mère paternelle étant Marie de Brabant, elle était arrière-petite-fille d'Henri III, duc de Brabant, et donc cousine issue de germain de son mari. Marie était l'aînée des cinq enfants de ses parents. Les plus jeunes frères et sœurs de Marie comprenaient : Charles d'Évreux, comte d'Étampes ; Philippe III de Navarre, époux de Jeanne II de Navarre ; et Jeanne d'Évreux, reine de France par son mariage avec Charles IV de France.